# Katy B
Kathleen "Katie" Brien (Peckham, Londres, Inglaterra, 8 de mayo de 1989), más conocida como Katy B, es una cantante y compositora británica graduada en la BRIT School. Sus composiciones se puede catalogar dentro de los géneros musicales dubstep, R&B, UK funky, house y UK Garage. También es conocida con el seudónimo de Baby Katy. Nació en Peckham, al sur de Londres, Inglaterra. Teniendo ofertas de grandes discográficas, en 2009 firmó con el sello Rinse y lanzó su primer sencillo en 2010. En ese mismo año se graduó en la Goldsmiths, University of London en el área de música popular. Fue nominada a los prestigiosos premios del 2011, Mercury Prize. En el 2017 mantuvo una relación con el cantante irlandés Danny O'Donoghue de The Script.

## Colaboraciones
En la canción del DJ NG's "Tell me" en la cual ella colaboró como Baby Katy, fue lanzado en un white label y después asignado a Ministry of Sound. Katy B ha colaborado con Geeneus para versionar la producción de Kevin Saunderson "Good Life" y la canción "As I". Ella también proporcionó las vocales en la canción "Hold Me" para el disco debut "Mega Mega Mega" de The Count & Sinden, también colaboró con Metrik para la canción "I See You", su primera colaboración de drum and bass y en las canciones del trío Magnetic Man "Perfect Stranger" y Crossover"

## Carrera en solitario
Geeneus, quién colaboró con Katy B, Trabaja para Rinse FM. Siguiendo el reconocimiento de la estación en junio del 2010 (antes era una radio pirata) Rinse presentó el primer sencillo, "Katy On a Mission", que fue producido por Benga y fue lanzado el 22 de agosto de 2010. El sencillo alcanzó el número 5 en la lista "UK Singles Chart" y el número 1 en el "UK Indie Chart".
Katy B actuó en el "London Jazz Festival" en 2009 con Ms. Dynamite, quien colaboró en el segundo sencillo de Katy B "Lights On" que fue lanzado el 19 de diciembre de 2010, que debutó en el número 4 en el "UK Singles Chart"
Su tercer sencillo "Broken Record" fue lanzado el 11 de marzo de 2010, y llegó al número 8 en UK.
Su 4º sencillo "Easy Please Me" fue lanzado el 3 de junio de 2011
Su 5º sencillo "Witches Brew" fue lanzado en 2011.
El álbum debut de Katy B "On a Mission" fue lanzado un 4 de abril de 2011 y llegó al número 2 del UK Albums Chart
Katy B ayudó a Tinie Tempah en su tour durante primavera del 2011. El 30 de abril de 2011, se embarcó en su gira debut por Europa hasta septiembre de ese mismo año, donde de nuevo, realizó una gira por el Reino Unido. El 19 de julio, Katy B actuó en el Roundhouse de Londres, en el festival iTunes Music.
En septiembre de 2011, fue anunciado que Katy B y Mark Ronson colaboraron para hacer un anuncio de Coca-Cola en los juegos olímpicos, con la canción "Anywhere in the world"
El 7 de diciembre de 2012, Katy lanzó un EP titulado Danger que consta de cuatro canciones.
El 10 de mayo de 2013, presentó en la BBC Radio 1 su nuevo sencillo What Love is Made Of. Después de 2 meses aproximadamente lanzó "5 AM", el que serviría de primer sencillo para su segundo álbum de estudio. Éste se lanzó en febrero de 2014, bajo el título Little Red, el cual obtuvo la primera ubicación de la lista de álbumes del Reino Unido. "Crying for No Reason" fue el segundo sencillo del álbum, alcanzando la quinta posición en el Reino Unido.
En junio de 2015, tras un parón a causa de la muerte de su hermano a finales del 2014, publica Save Me con 'Keys & Rates'. Posteriormente, en octubre del 2015, publica Turn The Music Louder junto a Tinie Tempah y producido por KDA, donde ha llegado al número 1 en las listas de Reino Unido.
El 8 de diciembre de 2015 anuncia en Capital FM (una radio de Reino Unido) que está listo su tercer álbum, llamado Honey, y que se publicará en el primer trimestre de 2016, donde estarán incluidas Turn The Music Louder, Honey y además, la canción publicada el 10 de diciembre de 2015 titulada Calm Down, con Four Tet y Floating Points.

## Discografía

### Álbumes
Álbumes en estudio
| Año  | Detalles                                                                                            |
| ---- | --------------------------------------------------------------------------------------------------- |
| 2011 | On a Mission - Lanzamiento: 4 de abril de 2011 - Sello: Columbia Records - Formatos: CD, Descarga   |
| 2014 | Little Red - Lanzamiento: 8 de febrero de 2014 - Sello: Columbia Records - Formatos: CD, Descarga   |
| 2016 | Honey - Lanzamiento: 29 de abril de 2016 - Sello: Columbia Records, Rinse. - Formatos: CD, Descarga |

EPs
- Danger EP (2012)

1. "Aaliyah" (Katy B x Geeneus x Jessie Ware)
2. "Got Paid" (Katy B x Zinc x Wiley)
3. "Light as a Feather" (Katy B x Diplo x Iggy Azalea)
4. "Danger" (Katy B x Jacques Greene)

### Sencillos
| Año  | Sencillo                                                                    | Posición más alta | Posición más alta | Posición más alta | Álbum              |
| Año  | Sencillo                                                                    | R.U.              | BEL (Fla)         | BEL (Val)         | Álbum              |
| ---- | --------------------------------------------------------------------------- | ----------------- | ----------------- | ----------------- | ------------------ |
| 2010 | "Perfect Stranger" (Magnetic Man con Katy B)                                | 16                | 63                | 78                | Magnetic Man       |
| 2012 | "Anywhere in the World" (Mark Ronson con Katy B)                            | 55                | 63                | 63                | Sencillo sin álbum |
| 2013 | "Find Tomorrow (Ocarina)" (Dimitri Vegas & Like Mike & Wolfpack con Katy B) | —                 | 2                 | 13                | Sencillo sin álbum |
| 2015 | "Save Me" (Keys N Krates con Katy B)                                        | —                 | —                 | —                 | Sencillo sin álbum |
| 2015 | "Turn the Music Louder (Rumble)" (KDA con Tinie Tempah & Katy B)            | 1                 | —                 | 74                | Sencillo sin álbum |

| Año  | Título                         | Posición más alta | Posición más alta | Posición más alta | Álbum                      |
| Año  | Título                         | UK                | UK DAN            | UK IND            | Álbum                      |
| ---- | ------------------------------ | ----------------- | ----------------- | ----------------- | -------------------------- |
| 2010 | "Louder"                       | 145               | 21                | 15                | Katy On a Mission - Single |
| 2010 | "Crossover" (con Magnetic Man) | 114               | 19                | –                 | Magnetic Man               |

| Año  | Título                                | Artista            | Álbum                          |
| ---- | ------------------------------------- | ------------------ | ------------------------------ |
| 2008 | "Tell Me" (con Katy B & MC Versatile) | DJ NG              |                                |
| 2008 | "Fade Away"                           | DJ Zinc & Makoto   | Fade Away / Monotonik          |
| 2008 | "Take Me With You"                    | DJ Zinc            | Take Me With You / Snipers Den |
| 2008 | "I Try"                               | Jelly Jams         |                                |
| 2008 | "As I"                                | Geeneus            | Volumes: One                   |
| 2010 | "Hold Me"                             | The Count & Sinden | Mega Mega Mega                 |
| 2013 | "Sun Goes Down"                       | Devlin             | A Moving Picture               |
| 2014 | "Lover Like You"                      | Gorgon City        | Sirens                         |

| Año  | Título                 | Artista(s)              | Director      |
| ---- | ---------------------- | ----------------------- | ------------- |
| 2010 | "Katy on a Mission"    | Katy B                  | Johny Mourgue |
| 2010 | "Louder"               | Katy B                  | Johny Mourgue |
| 2010 | "Perfect Stranger"     | Magnetic Man con Katy B | W.I.Z.        |
| 2010 | "Lights On"            | Katy B con Ms. Dynamite | Johny Mourgue |
| 2011 | "Broken Record"        | Katy B                  | Jamie Thraves |
| 2011 | "Easy Please Me"       | Katy B                  | Ben Newman    |
| 2011 | "Witches' Brew"        | Katy B                  | Colin Tilley  |
| 2011 | "Movement"             | Katy B                  | DJ Zinc       |
| 2012 | "Got Paid"             | Katy B con Zinc & Wiley |               |
| 2012 | "What You Came For"    | Mosca con Katy B        |               |
| 2013 | "What Love Is Made Of" | Katy B                  | Emil Nava     |
| 2013 | "5 AM"                 | Katy B                  | Ronan Pollock |
| 2014 | "Crying for No Reason" | Katy B                  | Sophie Muller |
| 2014 | "Still"                | Katy B                  | Sophie Muller |